# 17047 Tateschrock
17047 Tateschrock è un asteroide della fascia principale. Scoperto nel 1999, presenta un'orbita caratterizzata da un semiasse maggiore pari a 2,992014 UA e da un'eccentricità di 0,087458, inclinata di 11,028952° rispetto all'eclittica. Ha un diametro di 5,855 km e un periodo di rotazione di 17,5856 ore.